# Verleihung des Nestroy-Theaterpreises 2004
Die Nestroyverleihung 2004 war die fünfte Verleihung des Nestroy-Theaterpreises und fand am 20. November 2004 im Etablissement Ronacher statt. Von den Gewinnern in den insgesamt 11 Kategorien, wurden 3 schon im Vorfeld, die restlichen 8 erst bei der Verleihungs-Gala bekannt gegeben.
Als Moderatoren der Gala fungierten Mercedes Echerer und Heinz Prüller.

## Ausgezeichnete und Nominierte 2004
| Meiste Nestroys:      | Das goldene Vlies und Die Ziege oder Wer ist Sylvia? (je 2 Nestroys)      |
| Meiste Nominierungen: | Das goldene Vlies und Die Ziege oder Wer ist Sylvia? (je 4 Nominierungen) |

Anmerkungen: Es sind alle Nominierten des Jahres angegeben, der Gewinner steht immer zuoberst. Die Verleihung des Nestroy 2004, bezieht sich auf die Theatersaison 2003/04.

### Beste deutschsprachige Aufführung
Elementarteilchen von Michel Houellebecq – Inszenierung: Johan Simons – Schauspielhaus Zürich
Das goldene Vlies von Franz Grillparzer – Inszenierung: Stephan Kimmig – Burgtheater
Unschuld von Dea Loher – Inszenierung: Andreas Kriegenburg – Thalia Theater

### Beste Regie
Stephan Kimmig – Das goldene Vlies – Burgtheater
Igor Bauersima – Bérénice de Molière – Akademietheater/Burgtheater
Sebastian Nübling – Wilde oder der Mann mit den traurigen Augen – Steirischer Herbst

### Beste Ausstattung
Martin Zehetgruber – Don Carlos – Burgtheater
Igor Bauersima, Alexandra Deutschmann und Georg Lendorff – Bérénice de Molière – Akademietheater/Burgtheater
Cécilie Feilchenfeldt – Vorher/Nachher – Landestheater Linz

### Beste Schauspielerin
Birgit Minichmayr – Das goldene Vlies (Medea) – Burgtheater
Petra Morzé – Das weite Land (Genia) – Reichenau an der Rax
Sophie Rois – Hallo Hotel (Mitwirkende) – Kasino am Schwarzenbergplatz

### Bester Schauspieler
Toni Slama – Automatenbüffet (Adam) – Theater in der Josefstadt
Peter Simonischek – Die Ziege oder Wer ist Sylvia? (Martin) – Akademietheater|Burgtheater
Michael Maertens – Das goldene Vlies (Jason) – Burgtheater

### Beste Nebenrolle
Johann Adam Oest – Die Ziege oder Wer ist Sylvia? (Ross) – Akademietheater/Burgtheater
Sandra Cervik – Der Alpenkönig und der Menschenfeind (Sophie) – Theater in der Josefstadt
Kirsten Dene – Baumeister Solness (Aline) – Akademietheater/Burgtheater

### Bester Nachwuchs
Xaver Hutter – Amerika (Karl Rossmann) – Volkstheater (Wien)
Händl Klaus – Wilde oder der Mann mit den traurigen Augen (Autor) – Steirischer Herbst
Holger Schober – Zwei Brüder (Boris) – Theater Drachengasse

### Beste Off-Produktion
Kabinetttheater Sündenfälle

### Bestes Stück – Autorenpreis
Die Ziege oder Wer ist Sylvia? – Edward Albee – Akademietheater/Burgtheater

### Spezialpreis
Vienna’s English Theatre
Sebastian Huber (Dramaturg) – Die Ziege oder Wer is Sylvia? – Akademietheater/Burgtheater
Peter Schubert (Bühne) und Friedrich Rom (Licht) – Vor Sonnenuntergang – Burgtheater

### Lebenswerk
Hans Gratzer